# Take you take me/FRIENDIER
「take you take me/FRIENDIER」（テイク・ユー・テイク・ミー/フレンディア）は、2013年5月22日に発売された、Teamゆーたくの1stシングル。

## 概要
2012年12月31日にコミックマーケット83で先行販売されたもの。

小野友樹＆江口拓也の演じる、2曲の誕生秘話ミニドラマも収録。

## 収録曲
1. take you take me 誕生秘話
2. take you take me
作詞：小野友樹、作曲：小野友樹＆江口拓也、編曲：adstlaxy
ギター＆ベース：菊川真士、ドラム：ササキアキラ、ピアノ：伊藤浩史
歌：ユーヤ（CV：小野友樹）＆タクト（CV：江口拓也）
Webラジオ「ゆーたくのドラつく！」OP曲
3. FRENDIER 誕生秘話
4. FRENDIER
作詞：Team YOU-TAK、作曲：小野友樹、編曲：TERU
MIX＆ベース：菊川真士
歌：ユーヤ（CV：小野友樹）＆タクト（CV：江口拓也）
Webラジオ「ゆーたくのドラつく！」ED曲

## スタッフ
企画制作：Team You-Tak
ジャケット線画：ここかなた
ジャケット彩色：小田すずか
音響ディレクター・制作デスク：Ci★ma
エンジニア：山田明寛
ドラマBGM：TERU
音楽MIX：菊川真士
スタジオ：サンセットスタジオ
ジャケットデザイン：渡辺圭子